# MG FF
MG FF var en tysk automatkanon utvecklad av Ikaria Werke 1936. 

## Användning
- Arado Ar 196
- Focke-Wulf Fw 190
- Messerschmitt Bf 109
- Messerschmitt Bf 110
- Heinkel He 111
- Henschel Hs 129